# Gilbert Annette
Pour les articles homonymes, voir Annette.
Gilbert Annette, né le 10 mars 1946 à Diego-Suarez (Madagascar), est un homme politique français. Membre du Parti socialiste, il est député de La Réunion de 1993 à 1997 et maire de Saint-Denis de 1989 à 1994 et de 2008 à 2020.

## Biographie
Ancien président de la Ligue réunionnaise de football, Gilbert Annette fait son entrée en politique comme suppléant de Jean-Claude Fruteau à l’occasion des élections législatives de 1981.
Il est successivement élu conseiller régional de La Réunion en 1983, conseiller général en 1988 et maire de Saint-Denis en 1989. Michel Tamaya lui succède à cette fonction en 1994, à la suite de sa condamnation (voir infra).
Lors des élections législatives de 1993, il est élu député dans la première circonscription de La Réunion. Son mandat est écourté en 1997 à la suite d’une dissolution parlementaire décidée par Jacques Chirac.
Élu membre du conseil national du Parti socialiste en 2000 sur la liste d’Henri Emmanuelli, il est, à partir de septembre 2004, premier secrétaire de la fédération socialiste de La Réunion. Il est confirmé à cette fonction par les militants le 24 novembre 2005, en l’emportant par 58,7 % des voix face à Patrick Lebreton, maire de Saint-Joseph.

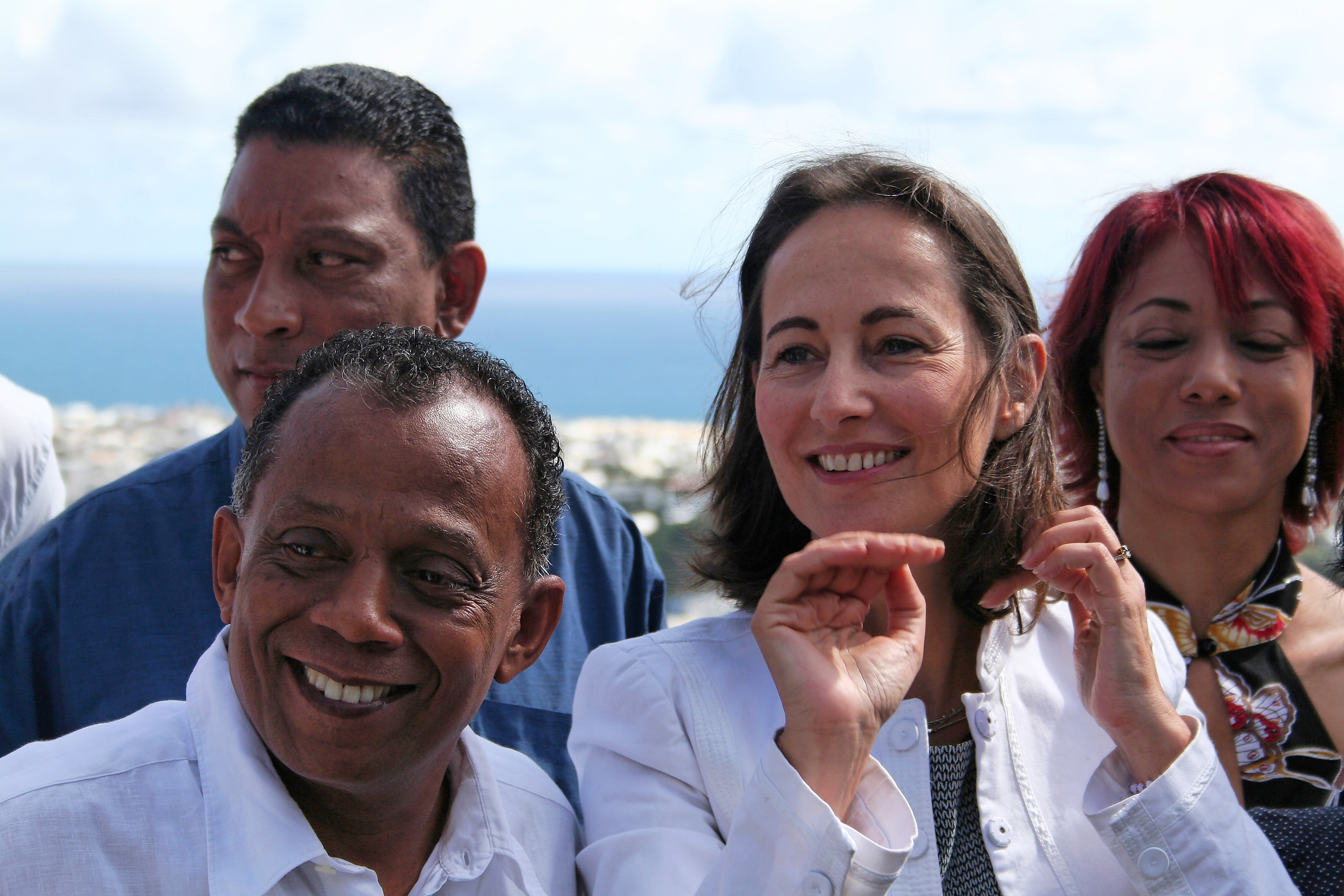
Gilbert Annette et Ségolène Royal à La Réunion, en 2006.

Lors de la primaire socialiste de 2006 en vue de l’élection présidentielle de 2007, Gilbert Annette soutient Ségolène Royal.
Il se porte candidat aux élections législatives de 2007 dans la première circonscription de La Réunion à la suite du désistement de la conseillère régionale Monique Orphé, mais est battu au second tour par René-Paul Victoria.
Le 16 mars 2008, sa liste « Saint-Denis pour tous » l’emporte face à celle du maire sortant René-Paul Victoria au second tour des élections municipales en rassemblant 53,8 % des voix. Il retrouve ainsi la fonction de maire de Saint-Denis le 22 mars 2008. Gilbert Annette est également élu conseiller général de La Réunion dans le canton de Saint-Denis-7, lors des élections cantonales qui ont lieu conjointement.
Il est réélu maire de Saint-Denis à l’issue des élections municipales de 2014, après que sa liste a obtenu 56,7 % des suffrages au second tour de scrutin, et démissionne du conseil général.
Lors des élections régionales de 2015 à La Réunion, Gilbert Annette figure en deuxième position sur la liste conduite par Huguette Bello. La liste est défaite au second tour par celle du président sortant Didier Robert. Élu conseiller régional, il soutient Emmanuel Macron lors de l'élection présidentielle de 2017, puis ne se représente pas aux élections municipales de 2020.

## Affaires judiciaires
En 1996, il est condamné à 200 000 francs d'amende, cinq ans de privation de ses droits civiques et trente mois de prison, dont douze avec sursis, pour corruption dans des procédures de marchés publics de la ville de Saint-Denis.
En 2021, il est condamné à 4 000 euros d'amende par la Cour de discipline budgétaire et financière pour des irrégularités financières dans la rémunération des personnels non titulaires de la ville de Saint-Denis.

## Détail des mandats et fonctions
- Conseiller régional de La Réunion (1983-1989 et depuis 2015).
- Conseiller général de La Réunion, élu dans le canton de Saint-Denis-7 (1988-1993 et 2008-2015).
- Maire de Saint-Denis (1989-1994 et 2008-2020).
- Député de la première circonscription de La Réunion (1993-1997).
- 13e adjoint à la maire de Saint-Denis, chargé du bien-vieillir (depuis 2020).